# Charles Adkins
Charles Adkins (ur. 27 kwietnia 1932 w Gary, zm. 8 lipca 1993 tamże) – amerykański bokser, złoty medalista letnich igrzysk olimpijskich w Helsinkach w kategorii lekkopółśredniej.
Na turnieju olimpijskim w Helsinkach pokonał kolejno Norwega Leifa Hansena (nokaut w pierwszej rundzie), Solomona Carrizalesa z Wenezueli (3:0), Alexandra Webstera z RPA (3:0) i Włocha Bruno Visintina (3:0). W finale zwyciężył reprezentanta ZSRR Wiktora Miednowa w stosunku 2:1.
W 1953 roku przeszedł na zawodowstwo. Do 1958 roku stoczył 22 zawodowe walki (17 zwycięstw, 5 porażek). W ostatniej walce przegrał już w pierwszej rundzie przez techniczny nokaut z Eddie Perkinsem, późniejszym dwukrotnym mistrzem WBA w kategorii junior półśredniej.